# Onchopristis
Onchopristis (лат.) — род вымерших хрящевых рыб из подотряда Sclerorhynchoidei отряда скатообразных (Rajiformes).

## Описание

Сравнение формы зубов O. numidus (красный), O. dunklei (зелёный) и других видов Sclerorhynchoidei, а также пилорылого ската

Onchopristis характеризуется довольно толстым ростральным лезвием по сравнению с другими представителями подотряда. Зубы заострённые, с типичной крестообразной морфологией. Корень зуба батоидного типа.

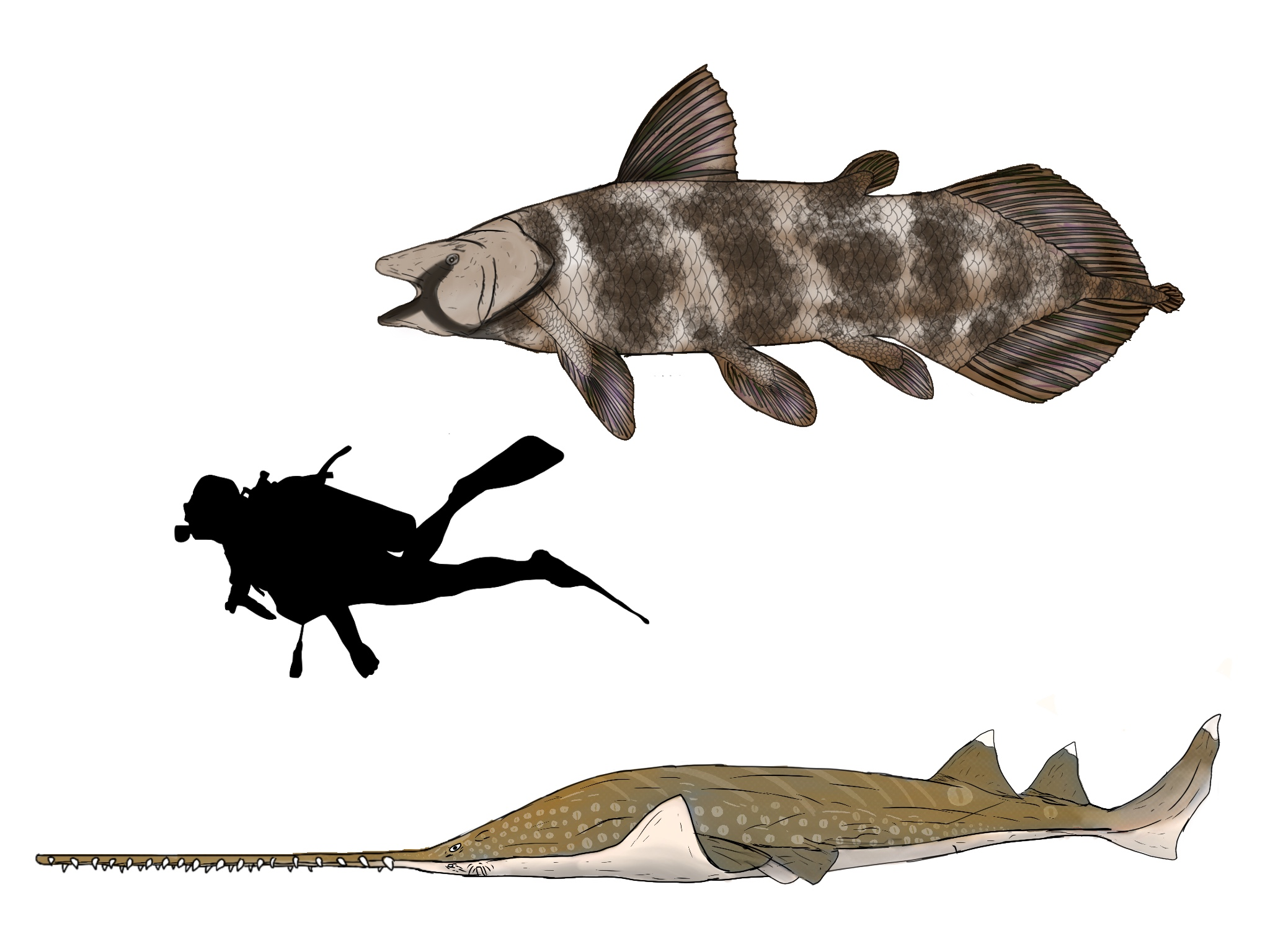
Onchopristis (снизу) в сравнении с современной ему рыбой Mawsonia и человеком (сверху)

## Классификация
Род включает два вида:
- Onchopristis numidus (Haug, 1905)
- Onchopristis dunklei McNulty & Slaugter, 1962

## Стратиграфия
Вид Onchopristis numidus известен по ископаемым остаткам из отложений альбского и сеноманского ярусов Африки (Египта и Марокко). Onchopristis dunklei описан из среднего—верхнего альба Техаса; к тому же виду, вероятно, принадлежат окаменелости из апта—альба Техаса, которые иногда выделяют в подвид Onchopristis dunklei praecursor (или вид Onchopristis praecursor). Кроме того, к O. dunklei были приписаны фрагментарные остатки из альба Туниса, а также из Испании и Франции. Из барремских отложений северо-востока Испании происходят окаменелости, которые могут принадлежать пока безымянному древнейшему виду Onchopristis. 

## В мировой культуре
Onchopristis показан в телесериале ВВС «Планета динозавров», где останки двух мёртвых рыб (которые стали жертвами спинозавра) достаются ругопсу.